# Larwill
Larwill és una població dels Estats Units a l'estat d'Indiana. Segons el cens del 2000 tenia 282 habitants.

## Demografia
Segons el cens del 2000, Larwill tenia 282 habitants, 98 habitatges, i 70 famílies. La densitat de població era de 494,9 habitants/km².
Dels 98 habitatges en un 40,8% hi vivien nens de menys de 18 anys, en un 53,1% hi vivien parelles casades, en un 14,3% dones solteres, i en un 27,6% no eren unitats familiars. En el 24,5% dels habitatges hi vivien persones soles el 10,2% de les quals corresponia a persones de 65 anys o més que vivien soles. El nombre mitjà de persones vivint en cada habitatge era de 2,88 i el nombre mitjà de persones que vivien en cada família era de 3,45.
Per edats la població es repartia de la següent manera: un 34,8% tenia menys de 18 anys, un 8,2% entre 18 i 24, un 32,3% entre 25 i 44, un 13,5% de 45 a 60 i un 11,3% 65 anys o més.
L'edat mediana era de 30 anys. Per cada 100 dones de 18 o més anys hi havia 97,8 homes.
La renda mediana per habitatge era de 36.563 $ i la renda mediana per família de 40.556 $. Els homes tenien una renda mediana de 29.167 $ mentre que les dones 19.688 $. La renda per capita de la població era de 13.154 $. Entorn del 13,2% de les famílies i el 10,7% de la població estaven per davall del llindar de pobresa.

## Poblacions més properes
El següent diagrama mostra les poblacions més properes.